# 14041 Dürrenmatt
14041 Dürrenmatt eller 1995 SO54 är en asteroid i huvudbältet som upptäcktes den 21 september 1995 av den tyska astronomen Freimut Börngen vid Tautenburg-observatoriet. Den är uppkallad efter författaren Friedrich Dürrenmatt.
Asteroiden har en diameter på ungefär 3 kilometer.